# Sap Yai (huyện)
Sap Yai (tiếng Thái: ซับใหญ่) là một huyện (amphoe) thuộc tỉnh Chaiyaphum, đông bắc Thái Lan.

## Lịch sử
Tiểu huyện đã được tách ra từ Chatturat ngày 1 tháng 7 năm 1997.
Theo quyết định của chính phủ Thái Lan ngày 15 tháng 5 năm 2007, tất cả 81 tiểu huyện đều được nâng thành huyện. Với việc đăng Công báo hoàng gia ngày 24 tháng 8, quyết định nâng cấp này thành chính thức
.

## Địa lý
Các huyện giáp ranh (từ phía bắc theo chiều kim đồng hồ) là Nong Bua Rawe, Chatturat, Bamnet Narong và Thep Sathit.

## Hành chính
Tiểu huyện is subdivided into 3 phó huyện (tambon), các đơn vị này lại được chia thành 33 làng (muban). Không có khu vực đô thị (thesaban, và 3 tổ chức hành chính tambon.
| Số TT | Tên        | Tên tiếng Thái | Số làng | Dân số |  |
| 1.    | Sap Yai    | ซับใหญ่          | 12      | 6.097  |  |
| 2.    | Tha Kup    | ท่ากูบ           | 11      | 4.177  |  |
| 3.    | Tako Thong | ตะโกทอง        | 10      | 3.192  |  |